# Torneig d'escacs Tata Steel de 2021
El Torneig d'escacs Tata Steel 2021, oficialment en anglès Tata Steel Chess Tournament 2021 fou la 83a edició del Torneig d'escacs Tata Steel. Es va celebrar a Wijk aan Zee entre el 15 i el 31 de gener de 2021, tot i que no estava obert al públic ("només en línia"). Fou el primer cop en la història que el torneig se celebrava sense públic presencial, a causa de la pandèmia de Covid-19. El guanyador va ser Jorden van Foreest, que va derrotar Anish Giri en un playoff Armageddon, i va esdevenir el primer neerlandès des de Jan Timman en 1985 guanyar a Wijk aan Zee, mentre que el campió del món Magnus Carlsen va obtenir un resultat molt dolent, en una de les pitjors actuacions de la seva carrera.

## Resultats

### Quadre de classificació
|    | Jugador                            | Elo  | 1 | 2 | 3 | 4 | 5 | 6 | 7 | 8 | 9 | 10 | 11 | 12 | 13 | 14 | Total | SB    | Perf. | TB  |
| -- | ---------------------------------- | ---- | - | - | - | - | - | - | - | - | - | -- | -- | -- | -- | -- | ----- | ----- | ----- | --- |
| 1  | Jorden van Foreest (Països Baixos) | 2671 |   | ½ | ½ | ½ | ½ | ½ | 1 | 1 | 1 | ½  | 1  | ½  | ½  | ½  | 8½    | 53.00 | 2839  | 1+A |
| 2  | Anish Giri (Països Baixos)         | 2764 | ½ |   | ½ | ½ | ½ | ½ | ½ | 1 | 1 | ½  | ½  | 1  | 1  | ½  | 8½    | 52.25 | 2832  | 1   |
| 3  | Andrey Esipenko (Rússia)           | 2677 | ½ | ½ |   | ½ | ½ | 1 | ½ | 0 | ½ | ½  | 1  | 1  | ½  | 1  | 8     | 49.00 | 2815  |     |
| 4  | Fabiano Caruana (Estats Units)     | 2823 | ½ | ½ | ½ |   | ½ | ½ | ½ | ½ | ½ | ½  | ½  | 1  | 1  | 1  | 8     | 48.25 | 2804  |     |
| 5  | Alireza Firouzja (FIDE)            | 2749 | ½ | ½ | ½ | ½ |   | 0 | 1 | ½ | ½ | 1  | 1  | ½  | ½  | 1  | 8     | 48.00 | 2810  |     |
| 6  | Magnus Carlsen (Noruega)           | 2862 | ½ | ½ | 0 | ½ | 1 |   | ½ | ½ | 1 | ½  | ½  | ½  | 1  | ½  | 7½    | 47.25 | 2771  |     |
| 7  | Pentala Harikrishna (Índia)        | 2732 | 0 | ½ | ½ | ½ | 0 | ½ |   | ½ | 1 | ½  | ½  | ½  | ½  | 1  | 6½    | 38.75 | 2724  |     |
| 8  | Aryan Tari (Noruega)               | 2625 | 0 | 0 | 1 | ½ | ½ | ½ | ½ |   | ½ | ½  | ½  | ½  | ½  | ½  | 6     | 38.00 | 2703  |     |
| 9  | Nils Grandelius (Suècia)           | 2663 | 0 | 0 | ½ | ½ | ½ | 0 | 0 | ½ |   | 1  | ½  | ½  | 1  | 1  | 6     | 34.00 | 2700  |     |
| 10 | Jan-Krzysztof Duda (Polònia)       | 2743 | ½ | ½ | ½ | ½ | 0 | ½ | ½ | ½ | 0 |    | ½  | ½  | ½  | ½  | 5½    | 35.75 | 2666  |     |
| 11 | David Antón Guijarro (Espanya)     | 2679 | 0 | ½ | 0 | ½ | 0 | ½ | ½ | ½ | ½ | ½  |    | ½  | ½  | ½  | 5     | 30.75 | 2641  |     |
| 12 | Radosław Wojtaszek (Polònia)       | 2705 | ½ | 0 | 0 | 0 | ½ | ½ | ½ | ½ | ½ | ½  | ½  |    | ½  | ½  | 5     | 30.75 | 2639  |     |
| 13 | Maxime Vachier-Lagrave (França)    | 2784 | ½ | 0 | ½ | 0 | ½ | 0 | ½ | ½ | 0 | ½  | ½  | ½  |    | 1  | 5     | 29.75 | 2633  |     |
| 14 | Alexander Donchenko (Alemanya)     | 2668 | ½ | ½ | 0 | 0 | 0 | ½ | 0 | ½ | 0 | ½  | ½  | ½  | 0  |    | 3½    | 23.00 | 2554  |     |

### Desempat
| Jugador            | Rating | Ràpida1 | Ràpida2 | Arm. | Totaal |
| ------------------ | ------ | ------- | ------- | ---- | ------ |
| Jorden van Foreest | 2671   | ½       | ½       | 1    | 2      |
| Anish Giri         | 2764   | ½       | ½       | 0    | 1      |